# 2,3,6-トリメチルフェノール
2,3,6-トリメチルフェノール（英: 2,3,6-Trimethylphenol）はクレゾールの誘導体の一種で、化学式C9H12Oの有機化合物である。1,2,4-トリメチルベンゼン（プソイドクメン）にヒドロキシ基が結合していることから、3-ヒドロキシプソイドクメンとも称する。

## 用途
ビタミンEの合成原料として重要である。ポリフェニレンオキシド樹脂の修飾のためのコモノマーとしても使用される。
フェノールからヘキサメチルベンゼンへの反応経路の中間体となる。

## 製造
m−クレゾールとメタノールを、アルカリ金属またはアルカリ土類金属の水酸化物、あるいはメチラートの触媒の存在下で、メタノールが超臨界状態になる条件下で反応させることにより、2,3,6-トリメチルフェノールおよび2,5-キシレノールが得られる。